# Арсеньево (Тверская область)
Арсеньево — опустевшая деревня в Старицком районе Тверской области России, входит в состав сельского поселения «Паньково».

## Географическое положение
Деревня расположена на берегу речки Городенка (приток Нижней Старицы) в 6 км на северо-запад от райцентра Старицы.

## История
В 1691 году в селе Арсеньево была построена деревянная Казанская церковь. 
В конце XIX — начале XX века село входило в состав Прасковьинской волости Старицкого уезда Тверской губернии. 
С 1929 года деревня входила в состав Коньковского сельсовета Старицкого района Ржевского округа Западной области, с 1935 года — в составе Калининской области, с 1994 года — в составе Коньковского сельского округа, с 2005 года — в составе Паньковского сельского поселения, с 2012 года — в составе сельского поселения «Паньково».

## Население
| 1859 | 1886 | 2002 | 2010 |
| ---- | ---- | ---- | ---- |
| 145  | ↘128 | ↘0   | →0   |